# ベルギーの国章
ベルギーの国章（ベルギーのこくしょう）は、ベルギーの国家的象徴である1組のライオンを内に含んでいる。中央には、伝統的なライオンの象徴を包含している盾がある。この紋章は、君主制を表現する外套を基礎に構成されており、その中に前述の1組のライオンと、国の標語である、団結は力なりを意味するフランス語のL'union fait la forceか、オランダ語のEendracht maakt machtが記されている帯がある。
1組のライオンは、それぞれベルギーの国旗を持っており、一方、ベルギーの9つの州（現在では10州）のそれぞれの旗が、王の外套の後ろから上がっている。外套の上部には、王冠が据えられている。
大紋章は、1837年3月17日に採用された。

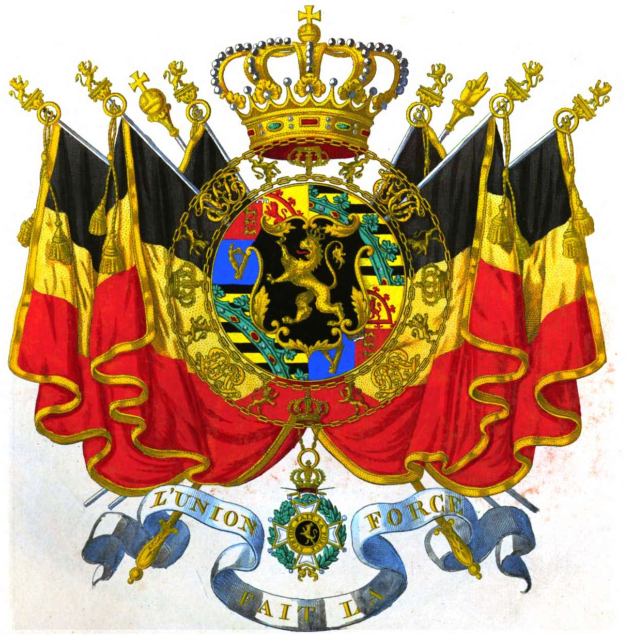
1846年の紋章

## 小紋章
連邦政府によって使用されている小紋章は、黄色いライオンを含む黒い盾（旧ブラバント州の紋章）を包含し、その上に王冠を戴いている。盾の下には、記章の帯に国の標語がしたためられている。盾の後ろには、2本の交差した王笏が置かれ、一方の上端は手に、他方の上端はライオンになっている。